# Sons of Commerce
Die Sons of Commerce war das dritte Dampfschiff, das von George Dodd entworfen wurde.

## Technik
Die Sons of Commerce wurde von Lafort and Co. nach den Plänen und unter der Leitung von George Dodd gebaut. Der Bug bestand aus Eichenholz, der mit Kupfer verstärkt und der Boden komplett mit Kupfer beschlagen war. Als Antrieb diente eine 20 PS starke Dampfmaschine von Jessops and Co. aus Butterley. Der Kolben mit einem Durchmesser von 0,69 m führte einen Hub von 0, 79 m aus.

## Geschichte
Die Sons of Commerce verkehrte zunächst als Paketschiff zwischen London und Gravesend. Als jedoch 1817 die Regent bei einem Brand zerstört wurde ersetzte sie diese auf der Strecke von London nach Margate. Sie benötigte für diese Strecke 7 Stunden und 35 Minuten. Wenn bei stürmischer See die Segelschiffe nicht ausfahren konnten, wurde sie gelegentlich auch auf dem Meer eingesetzt.
Da die Sons of Commerce 1817 auf der Strecke von den Surrey Commercial Docks nach Gravesend von der Caledonia überholt wurde, installierte man später eine Dampfmaschine von Boulton & Watt auf dem Schiff.